# クリスティアン・ルートヴィヒ2世 (メクレンブルク公)
クリスティアン・ルートヴィヒ2世（ドイツ語: Christian Ludwig II.、1683年5月15日 - 1756年5月30日）は、神聖ローマ帝国の領邦国家であるメクレンブルク＝シュヴェリーン公国の君主（在位：1747年 - 1756年）。

## 生涯
メクレンブルク＝グラーボウ公フリードリヒとクリスティーネ・ヴィルヘルミーネ・フォン・ヘッセン＝ホンブルクの息子として生まれた。
1714年、ギュストローでグスタフェ・カロリーネ・フォン・メクレンブルク＝シュトレーリッツと結婚した。2人は2男3女をもうけた。
- フリードリヒ2世（1717年11月9日 シュヴェリーン - 1785年4月24日 ルートヴィヒスルスト（英語版））
- ウルリーケ・ゾフィー（ドイツ語版）（1723年7月1日 グラーボウ - 1813年9月17日 ロストック）
- ルートヴィヒ（1725年8月6日 グラーボウ - 1778年9月12日 シュヴェリーン）
- ルイーゼ（1730年2月10日 リューン（英語版） - 6月12日 ノイシュタット）
- アマーリエ（1732年3月8日 グラーボウ - 1775年9月23日）

彼はヨハン・ゴットフリート・ミューテルをオルガニストとチェンバロ奏者として、コンラート・エックホフをコメディアンとして雇った。

## 脚注

メクレンブルク＝シュヴェリーンの紋章